# Кола-Доня
Кола-Доня (серб. Кола-Доња / Kola-Donja) — село в общине Баня-Лука Республики Сербской Боснии и Герцеговины. Население составляет 1385 человек по переписи 2013 года.

## Известные уроженцы
- Джукич, Новак (р. 1955), генерал Войска Республики Сербской